# Werner Düttmann
Werner Düttmann, född 6 mars 1921 i Berlin, död 26 januari 1983 i Västberlin, var en tysk arkitekt, stadsplanerare och målare. Han ritade flera kända byggnader i Berlin efter andra världskriget, bland annat Akademie der Künste och Brücke-Museum. Hans ledande positioner inom Berlin stads stadsbyggnadsförvaltningar gav honom ett stort inflytande och hans verksamhet innefattade ett brett spektrum av offentliga platser och byggnader.
Düttmann föddes i stadsdelen Friedrichshain men växte upp i olika delar av Berlin, bland annat Weisse Stadt i Reinickendorf och Kreuzberg. Fadern Hermann Düttmann var bildhuggare. År 1939 började han studera på Technische Hochschule i Berlin men studierna avbröts av krigstjänstgöring. Han återvände till Berlin 1946 och kunde återuppta sina studier i arkitektur med Hans Scharoun som lärare. Han tog examen 1948. År 1950 fick han ett stipendiun för ytterligare studier vid Institute for Town & Country Planning Kings College vid Durhams universitet i England. Från 1951 arbetade han vid Berlins stadsbyggnadskontors ritkontor. Han utsågs 1960 till Senatsbaudirektor och fick därmed en nyckelposition i stadsplaneringen i Västberlin. År 1964 utsågs han till professor och arbetade som professor vid Technische Universität Berlin 1966–1970. Från 1970 arbetade han som fristående arkitekt. Han räknas som en ledande personlighet i Västberlins kulturliv under 1960- och 1970-talet.
Werner Düttmann ses som en av de viktigaste företrädare för den moderna arkitekturen under efterkrigstiden (Nachkriegsmoderne) i Västtyskland. Han var med i arbetet med Interbau-utställningen i Berlinstadsdelen Hansaviertel där han utformade biblioteket Hansabücherei och tunnelbanestationen Hansaplatz. Han var också med i utformningen av Akademie der Künste (West-Berliner Akademie am Hanseatenweg) 1958–1960. I rollen som Senatsbaudirektor var han med i planeringen av 1960-talets stora bostadsområden i Gropiusstadt och Märkisches Viertel. Han deltog också i saneringen av Kreuzberg med uppförandet av stora bostadshus, inte minst runt om Kottbusser Tor. Düttmann stod även för den moderna utformningen av Ernst-Reuter-Platz.
Werner Düttmann var medlem i Deutscher Werkbund från 1956 och från 1961 i Deutsche Akademie für Wohnungsbau, Städtebau und Landesplanung. Han var från 1961 medlem i Akademie der Künste i Västberlin. Där var han från 1967 ansvarig för byggnadskonst och blev president för sektionen 1971. Åren 1966–1968 var han medlem i rådet för 4. documenta i Kassel 1968. 
I samband med det var 100 år sedan Düttmann föddes invigdes 2021 utställningen Werner Düttmann Berlin. Bau. Werk. på Brücke-Museum i Berlin.